# Айнщайн (единица)
Вижте пояснителната страница за други значения на Айнщайн.
Айнщайн (означение E) е извънсистемна единица, използвана във фотохимията. Равна е на един мол фотони, т.е.
1 E = 6,022 140 857(74)×1023 кванти монохроматично излъчване.
Това означава, че в един айнщайн се съдържат фотони, равни по брой на числото на Авогадро.
Единицата е наречена в чест на Алберт Айнщайн, който е обяснил фотоелектричния ефект и е въвел представата за квантите светлина (фотоните). Тъй като няма точно определение за айнщайна, той не е част от SI и се препоръчва употребата на еквивалентната единица мол.